# ソンクラーFC
ソンクラーFC（タイ語: สโมสรฟุตบอลจังหวัดสงขลา, 英語: Songkhla Football Club）は、タイのソンクラー県をホームタウンとするサッカークラブ。

## 歴史
2008年にプロヴィンシャル・リーグからリージョナルリーグ・ディヴィジョン2（3部）に移籍すると、グループAで準優勝し、タイ・ディヴィジョン1リーグ（2部）への昇格を決めた。3位決定プレーオフではグループBで2位のシーサケートFC（イーサーン・ユナイテッドFC）に勝利した。
2011年8月のブリーラムFC戦でクラブ至上最高の36,715人の観客を集めた。2012年、タイ・プレミアリーグに昇格したブリーラムFCの経営権を買い取り、2つ目のクラブとなるウアチョン・ユナイテッドFCを創設した。2013年にウアチョン・ユナイテッドFCと合併して、ソンクラー・ユナイテッドFCとなった。
2018年、5部のタイ王国アマチュアリーグで活動を再開した。

## タイトル

### 国内タイトル
- プロヴィンシャル・リーグ
  - 準優勝 (1) :  2007
- リージョナルリーグ・ディヴィジョン2 グループA
  - 準優勝 (1) :  2008

## 過去の成績
- 1999-2000 プロヴィンシャル・リーグ プロ・リーグ1 : 8位
- 2001 プロヴィンシャル・リーグ プロ・リーグ1 : 6位
- 2002 プロヴィンシャル・リーグ プロ・リーグ1 : 4位
- 2003 プロヴィンシャル・リーグ プロ・リーグ1 : 11位 (降格)
- 2004 プロヴィンシャル・リーグ プロ・リーグ2 : 不明
- 2005 不参加
- 2006 プロヴィンシャル・リーグ]プロ・リーグ2 : 不明 (昇格)
- 2007 プロヴィンシャル・リーグ プロ・リーグ1 : 2位 (昇格)
- 2008 リージョナルリーグ・ディヴィジョン2 グループA : 2位
  - 2008 リージョナルリーグ・ディヴィジョン2 チャンピオンシップ : 3位 (昇格)
- 2009 タイ・ディヴィジョン1リーグ : 7位
- 2010 タイ・ディヴィジョン1リーグ : 4位
- 2011 タイ・ディヴィジョン1リーグ : 5位
- 2012 タイ・ディヴィジョン1リーグ : 14位 (降格)
- 2019 タイ王国アマチュアリーグ : 1位 (昇格)

## 歴代所属選手
- 前田遼平 -2012
- 木野村公昭 2012
- 清水一平 2019-2020